# .kr
.kr jest domeną internetową przypisaną do południowokoreańskich stron internetowych. Została utworzona 29 września 1986. Zarządza nią Korea Internet & Security Agency (KISA).